# Woodlawn (condado de Carroll)
Woodlawn es un lugar designado por el censo en el  Condado de Carroll, Virginia, Estados Unidos. Según el censo de 2000 tenía una población de 2.249 habitantes.

## Demografía
Según el censo del 2000, Woodlawn tenía 2.249 habitantes, 847 viviendas, y 597 familias. La densidad de población era de 44,4 habitantes por km².
De las 847 viviendas en un 25,9%  vivían niños de menos de 18 años, en un 58,1%  vivían parejas casadas, en un 8,3% mujeres solteras, y en un 29,5% no eran unidades familiares. En el 27% de las viviendas  vivían personas solas el 11,7% de las cuales correspondía a personas de 65 años o más que vivían solas. El número medio de personas viviendo en cada vivienda era de 2,31 y el número medio de personas que vivían en cada familia era de 2,77.
Por edades la población se repartía de la siguiente manera: un 19,5% tenía menos de 18 años, un 7,4% entre 18 y 24, un 30,2% entre 25 y 44, un 28,4% de 45 a 60 y un 14,5% 65 años o más.
La edad media era de 41 años.  Por cada 100 mujeres de 18 o más años  había 100,9 hombres.
La renta media por vivienda era de 34.044$ y la renta media por familia de 38.750$. Los hombres tenían una renta media de 24.942$ mientras que las mujeres 18.991$. La renta per cápita de la población era de 16.494$. En torno al 4,4% de las familias y el 13% de la población estaban por debajo del umbral de pobreza.

## Localidades adyacentes
El siguiente diagrama muestra a las localidades más próximas a Woodlawn.